# Gützkow
Gützkow est une commune allemande de Poméranie-Occidentale dans le nord-est du pays. Elle appartient à l'arrondissement de Poméranie-Occidentale-Greifswald.

## Géographie
Gützkow se trouve au bord de la rivière Swinow qui se jette dans la Peene au sud de la ville. À l'est de Gützkow se trouve le lac Kosenowsee.

## Quartiers
| - Stadt Gützkow - Schulzenhof - Owstin - Pentin - Wieck | - Meierei - Breechen - Neuendorf - Lüssow |

## Jumelages
- Bohmte (Allemagne)
- Nowogard (Pologne)